# Eriopterella jaffueli
Eriopterella jaffueli är en tvåvingeart som först beskrevs av Alexander 1929.  Eriopterella jaffueli ingår i släktet Eriopterella och familjen småharkrankar. Inga underarter finns listade i Catalogue of Life.